# Notiphila floridensis
Notiphila floridensis är en tvåvingeart som beskrevs av Cresson 1917. Notiphila floridensis ingår i släktet Notiphila och familjen vattenflugor. Inga underarter finns listade i Catalogue of Life.